# La Tosquera
La Tosquera és una masia situada al municipi de Camprodon, a la comarca catalana del Ripollès. Es troba a 1021 m d'altitud al vessant sud de la Serra de Nevà i s'hi pot accedir pel camí que passa pel coll de la Creueta o des de la urbanització de Font-rubí. L'edifici està construït damunt una pedra tosca, el que explica el nom.